# 나가쿠라 신파치
나가쿠라 신파치(일본어: 永倉 新八)는 막말의 무사이다. 구 성은 나가쿠라(長倉).
마쓰마에 번을 탈번 후, 신선조에 입대, 2번대 조장 및 격검사범을 맡았다. 메이지 시기에는 스기무라 요시에(杉村義衛)로 개명하고 쓰키가타정에서 격검사범을 지냈다.

## 생애
마쓰마에번 에도 조후(江戶定府) 도리쓰기역(150석)을 맡고 있던 나가쿠라 간지(長倉堪次)의 둘째 아들로, 번의 우에야시키(上屋敷)에서 태어났다. 고카(弘化) 3년(1846년), 오카다 도시아키라(岡田利章, 3대 오카다 주마쓰岡田十松)의 신도무념류 검술 도장인 격검관에 입문한다. 4년 뒤에 스승이 사망하고 오카다 죠고에몬(岡田助右衛門)에게서 배워 15세에 기리가미(切紙)가 되었고, 안세이(安政) 3년(1856년) 18세에 혼모쿠로쿠(本目錄)가 되었다. 겐푸쿠를 올리고 신파치라고 칭하게 되었다.
검술에 심취한 나가쿠라 신파치는 겐푸쿠를 올린 해에 번을 떠나 떠돌며, 나가쿠라 성을 칭하고 에도 혼쵸(本町) 가메사와 정(亀沢町)의 유리모토 슈잔(百合元昇三)의 도장에서 검을 배운다. 그 후, 이치카와 우하치로(市川宇八郎, 훗날의 하가 기도芳賀宜道)와 함께 검술 수행의 여행을 떠나게 되고, 에도로 돌아온 뒤에는 심형도류(心形刀流) 이바 히데나리(伊庭秀業)의 문인이던 쓰보우치 슈메(坪内主馬)의 눈에 들어 도장 사범 대리를 맡게 되었고, 그곳에서 당시 문하생으로 있던(훗날 신센구미에 입대해 나가쿠라와 행동을 같이하게 되는) 시마다 가이(島田魁)와도 알게 되었다. 그 뒤, 훗날 신센구미의 국장이 되는 곤도 이사미의 천연이심류(理心流) 도장 시위관(試衛館)의 식객이 된다.
이후 나가쿠라 신파치는 곤도 등과 함께 로시구미(浪士組)에 가담하였고, 신센구미 결성 뒤에는 2번대 조장에 국내(局內) 격검 사범을 맡는 등 중역에 있었다. 겐지(元治) 원년 (1864년) 신센구미의 무명(武名)을 천하에 알린 이케다야 사건에서 나가쿠라 신파치는 곤도나 오키타 소지(1번대 조장) 등과 함께 이케다야에 돌입, 오키타가 기절하고 도도 헤이스케(藤堂平助, 8번대 조장)가 부상으로 이탈, 자신도 왼손 엄지에 깊은 상처를 입은 와중에도 방어구가 너덜거리고 칼이 부러질 때까지 분전하였다.
곤도 이사미의 행동이 차츰 독단적으로 흘러가는 것을 염려한 나가쿠라는 사이토 하지메(3번대 조장), 하라다 사노스케(原田左之助, 10번대 조장), 시마다 하지메, 오제키 마사이치로(尾関雅一郎), 가쓰야마 다케하치로(葛山武八郎)와 함께 탈퇴를 무릅쓰고 '곤도의 비행(非行) 5개 조'를 아이즈번주 · 마쓰다이라 가타모리에 호소하는 등 곤도 이사미 · 히지카타 도시조(신선조 부장)와의 노선 대립을 보였다. 이후 막부의 명으로 미와마리구미(見廻組)의 격70효(俵) 산닌부치(三人扶持, 교토 미와마리구미 대원과 동격의 지위)로 세워졌고, 아부라코지 사건(油小路事件)에서는 하라다 등과 함께 고료에지(御陵衛士)를 암살하였다.
게이오(慶應) 4년(1868년) 도바 후시미 전투에서 나가쿠라 신파치는 결사대를 모집해 칼 한 자루만 들고 적중에 돌격하는 대담함을 보였지만, 에도로 물러난 뒤 신센구미가 갑양진무대(甲陽鎮撫隊)로 개편되고 신정부군과 고슈(甲州) 가쓰누마(勝沼)에서 벌인 전투에서 패배하였고, 에도에 돌아온 후 곤도 등과도 결별하고 만다. 그 후, 세이에이타이(靖兵隊, 세이호타이靖共隊)를 결성해 간토 북부 지역에서 항전하였지만, 요네자와번에 머무르다 아이즈 번이 항복했다는 소식을 듣고 에도로 돌아왔고, 예전에 속했던 마쓰마에 번의 번사(150석)로 참가하는 것이 허락되었다. 1871년(메이지 4년), 마쓰마에 번의 가로였던 시모구니 도시치로(下国東七郎)의 중재로 번의 의사 스기무라 게이안(衫村介庵)의 딸 기누와 결혼해, 게이안의 데릴사위 겸 양자가 되어 마쓰마에로 갔다.
1873년에 나가쿠라 신파치는 장인이자 양아버지인 게이안으로부터 스기무라 가문의 가독을 상속받아 스기무라 하루히(衫村治備, 나중에 요시에義衛)로 개명하고, 이어 홋카이도(北海道)의 오타루로 이주하였으며, 경찰 관료였던 쓰키가타 기요시(月形潔)의 초빙으로 1882년(메이지 15년)부터 4년간 가바토 집치감(樺戸集治監, 형무소)의 검술 사범을 맡아 간수들에게 검술을 지도하였다. 퇴직 후에는 도쿄 우시고메 구(牛込區)에 검술 도장을 열었는데, 1899년(메이지 32년) 아내와 자식들이 오타루 시내에 약국을 열게 되어 다시 오타루로 왔고, 1905년(메이지 38년) 오타루 미도리 1쵸메(옛 오타루 소년과학관 부근)로 이사했다가, 1909년(메이지 42년) 7월에 다시 오타루 하나조노 정에 살았고, 도후쿠 제국대학(東北帝國大學) 농과대학(홋카이도 대학의 전신)에서 검도부 지도를 맡았다.
1915년(다이쇼 4년) 1월 5일, 충치가 원인이 된 골막염, 패혈증이 발병해 오타루에서 사망하였다. 향년 77세였다. 묘소는 오타루 시 중앙묘지와 삿포로 시 사토즈카 묘원(里塚霊園), 도쿄도 기타 구 다키노가와(滝野川)의 슈토쿠지(寿徳寺) 경외묘지(境外墓地)의 세 곳이 있다. 사토즈카 묘원의 나가쿠라 신파치 묘는 비석의 글자를 신정부의 후작이 된 하치스카 마사아키(蜂須賀正韶)가 썼으며, 슈토쿠지는 생전 나가쿠라와 서로 불화를 겪었던 곤도 이사미의 보리사이기도 하다.

## 저서
나가쿠라 신파치는 메이지 시대에 《로시분큐호코쿠키시》(浪士文久報国記事), 《일곱 개의 상처 자국》(七ケ所手負場所顕ス) 등을 저술하였는데, 당시 오타루 신문(小樽新聞)의 기자였던 기시마 지카라(吉島力)의 취재에도 협력해 《신센구미 젠마쓰키》(新選組顛末記)를 남겼다. 이들 저서는 단순히 사악한 살인귀 검객 집단으로만 알려져 있었던 에도 막부 말기 신센구미의 이미지를 전환시켜 신센구미에 대한 재평가가 이루어지게 하는 계기를 낳았다.

## 일화
- 나가쿠라 신파치는 검술로 신센구미 조장 가운데서도 손꼽히는 실력자였으며, 아베 주로(阿部十郎)는 훗날 「첫 번째가 나가쿠라, 두 번째가 오키타, 세 번째가 사이토였다」고 술회했다. 용비검(龍飛剣)이라 불리는, 하단 자세에서 적의 칼을 쳐 위로 걷어 올리면서 베어 내리는 기술이 나가쿠라 신파치의 장기였다고 한다.
- 저돌적인 성격을 가지고 있어, 일본어로 '저돌적이다'라는 뜻의 가무샤라(我武者羅)와 이름 신파치(新八)를 합친 가무신(がむしん)이라는 별칭이 있었다고 한다.
- 곤도 이사미에게 숙청된 전임 신센구미 국장 세리자와 카모(芹沢鴨)와는 같은 신도무념류 면허개전(免許皆伝)으로써 친한 사이였다고 한다.
- 아이즈 번에 곤도의 비행 5개 조를 호소했을 때, 나가쿠라 등의 주장은 곤도 이사미를 '국장'으로써 인정은 하지만 자신들은 그의 '가신'이 아니라 '동지'라는 주장이었다. 곤도가 세력을 키운 원인으로써는 숙청된 5번대 조장 다케다 간류사이(武田観柳斎)로, 대원들은 가신으로써 국장을 숭모하고 있다고 주장하기 위해서였다고 한다.
- 도바 후시미 전투 뒤 오사카(大坂)나 에도 등지에서는 히지카타 토시조가 없을 때는 대장 대리(이때 곤도 이사미는 부상을 입었고 히지카타가 실질적인 대장을 맡고 있었다)를 맡는 등 히지카타의 신뢰도 두터웠다.
- 신센구미 시절 유곽 시마바라(島原)의 가메야(亀屋)의 게이샤 고쓰네(小常)를 아내로 두고 있었는데 딸 이소코(磯子)를 낳은 뒤에 사별하였다. 이소코는 나가쿠라가 교토를 떠날 무렵 고쓰네의 언니에게 맡겨졌고, 1900년(메이지 33년)에 간사이(関西)에서 여배우 오카미 고카메(尾上小亀)가 되어, 훗날 재회할 수 있었다고 한다.
- 1894년(메이지 27년) 청일전쟁이 발발하자 당시 55세였던 나가쿠라 신파치는 발도대(抜刀隊)로 지원했지만, 「마음만 받겠다」며 거절당했다. 이에 대해 나가쿠라는 「하긴 옛 신센구미의 손을 빌려서야 사쓰마의 체면도 서지 않는다는 거겠지?」라며 자조했다고 한다.
- 만년에는 영화를 좋아해서 손자를 데리고 영화관에 다녔다고 하며, 그 감회를 「곤도나 히지카타는 젊은 나이에 죽어버렸지만 나는 이렇게 오래 살아서 이런 경이로움도 보게 되었구나」라고 말했다고 한다. 어느 날은 영화관 출구에서 현지 야쿠자와 싸울 뻔 했는데, 나가쿠라가 매서운 눈으로 쳐다보자 야쿠자들은 그만 기가 죽어 흩어져버렸다고 한다[3](맨손으로 싸웠다거나 지팡이로 또는 길가의 나무토막을 주워 싸웠다는 설도 있다).
- 나가쿠라 신파치가 살았던 오타루 하나조노 정의 집터는 현재의 일본 홋카이도 오타루 시청 현관 왼쪽의 오타루 연합 위생 조합 사무실 자리에 있었다.
- 몇 남지 않은 옛 신센구미 생존자로써 신센구미의 행적을 알리는데 힘썼고, 신센구미에 호의적이던 마쓰모토 료준(松本良順)과 함께 도쿄 도 기타 구(北区)의 다키노가와(滝野川)에 곤도와 히지카타의 묘를 세웠다. 이곳이 슈토쿠지 경외묘지(寿徳寺境外墓地)이다.
- 신센구미로 근무하던 시절에 입은 상처의 유래를 《일곱 군데의 상처》(七ケ所手負場所顕ス)라는 제목으로 책으로 썼다. 만년에 술에 취해서는 훈도시 바람에 총검을 두드리며 「나라를 위해 일한 몸이다. 내 긍지다」라고 떠들고 다녔다고 한다.
- 「죽도 소리를 듣지 않으면 밥이 목으로 안 넘어간다」, 「나는 검술 말고는 할 줄 아는 것이 없다」며, 만년까지 검술 연습과 지도에 힘을 쏟았다.
- 늘그막에 나가쿠라의 소문을 들은 도후쿠 제국대학 농과대학의 검도부원이 나가쿠라에게 검술 지도를 의뢰했는데, 나가쿠라의 가족들은 모두 고령을 이유로 말렸지만 나가쿠라는 「자세만 가르치면 된다」며 지도하러 나섰고, 연습 중에 몸을 다쳐서 마차에 실려 학생들의 부축을 받으며 집으로 돌아왔다고 한다.